# Playboy: The Mansion
Playboy: The Mansion — игра-симулятор на платформах PlayStation 2, Microsoft Windows и Xbox, разработана компанией Cyberlore Studios, релиз игры осуществили компании Groove Games и ARUSH Entertainment под лицензией Playboy Enterprises.

## Сюжет

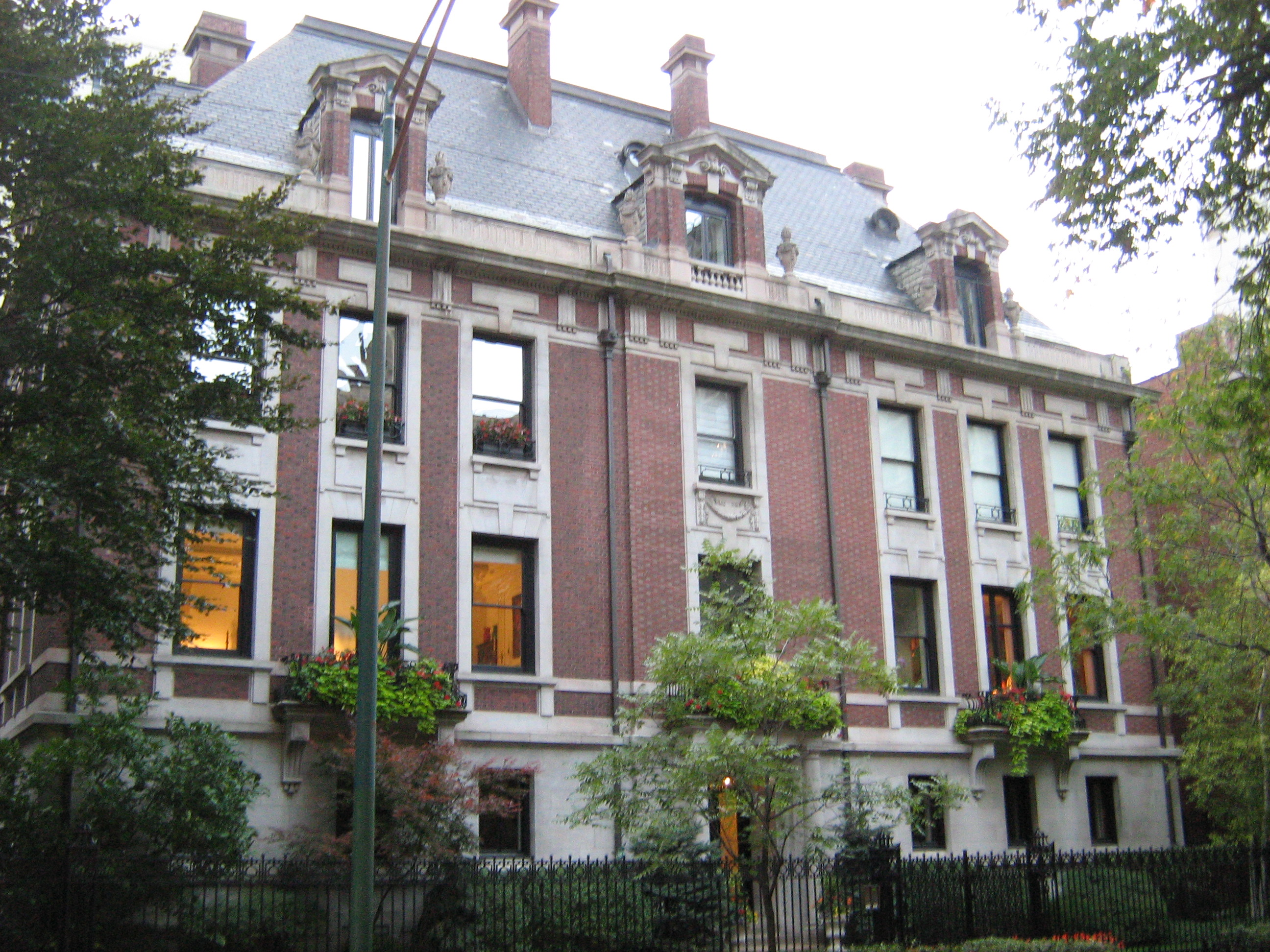
Оригинальный особняк

В игре Playboy: The Mansion игрок выполняет роль Хью Хефнера, основателя Playboy Magazine и Playboy Enterprises, именуемого в игре как Hef. По ходу игры он строит империю Playboy, начав с небольшого журнала стремясь к известности.
Игрок может создать знаменитый Playboy Mansion по своему вкусу и имеет возможность проводить съёмки Playboy Playmate в таких местах, как Грот и Игорный клуб. ХеФ, а также другие персонажи в игре, могут строить три вида отношений с другими персонажами: случайные, деловые и романтичные. Каждый месяц, игрок должен издать новый номер журнала. Журнал состоит из: фото на обложку, фото на разворот, эссе от знаменитости, интервью со знаменитостью, иллюстрированное приложение. Игрок должен нанять фотографов и журналистов, чтобы выпустить новый номер журнала. У персонажей существуют свои интересы, такие как спорт, музыка и другие, благодаря чему журналисты пишущие на эти темы будут производить статьи более высокого качества.
В игре присутствуют двенадцать различных миссий. Некоторые из них включают в себя построение отношений с людьми, выпуск очередного номера журнала, и проведение вечеринок. Игроки могут выбрать партнёров для достижения поставленных целей, в игре нет ограничения по времени и поэтому можно заняться ремонтом особняка, играть в игры или покупать детали обстановки; Однако, журнал должен быть опубликован так как это источник дохода игрока.

## Музыка
Саундтрек к игре, создан американским диджеем Felix Da Housecat. Часть треков для игры созданы Armand Van Helden, DJ Sneak и Kaskade.

## Дополнительный выпуск
Playboy: The Mansion — Private Party — дополнительное приложение к игре. В нём появляются дополнительные персонажи и детали интерьера, такие как Сон в летнюю ночь, новые события и Playmates, новые анимации, расширенные редактирования символов и новая музыка.

### Новые особенности
Расширение добавляет множество новых возможностей в игре. Когда персонажи занимаются сексуальной деятельностью, они способны снять нижнее бельё и их половые органы размыты, так же, как у персонажей Sims. Ещё одной особенностью является возможность создавать «тематические вечеринки»: Хэллоуин, Сон в летнюю ночь, День Рождения Хефа, тропическая, Playmate года и другие.

## Отзывы
| Сводный рейтинг           | Сводный рейтинг | Сводный рейтинг | Сводный рейтинг |
| Издание                   | Оценка          | Оценка          | Оценка          |
| Издание                   | PC              | PS2             | Xbox            |
| ------------------------- | --------------- | --------------- | --------------- |
| GameRankings              | 60,00 %         | 59,97 %         | 62,14 %         |
| Metacritic                | 59/100          | 59/100          | 61/100          |
| Иноязычные издания        |                 |                 |                 |
| Издание                   | Оценка          | Оценка          | Оценка          |
| Издание                   | PC              | PS2             | Xbox            |
| EGM                       | N/A             | 4,67/10         | N/A             |
| Eurogamer                 | N/A             | 5/10            | N/A             |
| Game Informer             | 6,5/10          | N/A             | N/A             |
| GamePro                   | N/A             | [ 11 ]          | N/A             |
| GameRevolution            | C−              | C−              | C−              |
| GameSpot                  | N/A             | N/A             | 6,3/10          |
| GameSpy                   | [ 14 ]          | N/A             | [ 15 ]          |
| GameZone                  | 6,8/10          | 6,6/10          | 6,8/10          |
| IGN                       | N/A             | N/A             | 6,9/10          |
| OPM                       | N/A             | [ 20 ]          | N/A             |
| OXM                       | N/A             | N/A             | 7,6/10          |
| PC Gamer (US)             | 61 %            | N/A             | N/A             |
| Detroit Free Press        | N/A             | N/A             | [ 23 ]          |
| The Sydney Morning Herald | [ 24 ]          | [ 24 ]          | [ 24 ]          |

Игра была встречена по-разному. GameRankings и Metacritic дали ей оценку 60 % и 59 из 100 для РС-версии, 59,97 % и 59 из 100 для версии PlayStation 2 и 62,14 % и 61 из 100 для Xbox.
Eurogamer отметила что игра похожа на серию Sims, и, к сожалению, менее интересна.
Нью-Йорк Таймс дал ей смешанный обзор и заявил, что «секс и нагота часто работают хорошо в кино, видеоигры никогда не поднимаются выше посредственности».
Sydney Morning Herald дала две с половиной звезды из пяти, и назвала «концепцией с ограниченными острыми ощущениями и не достаточно глубокими, чтобы бросить вызов игрокам».
Detroit Free Press дал две из четырёх звезд и написала: «Я ожидал от игры мир шампанского, роз и частых струек пара. Вместо этого я получил немедленный запрос, что я должен построить офис на верхнем этаже особняка».